# Sammarçolles
Sammarçolles ist eine französische Gemeinde mit 648 Einwohnern (Stand: 1. Januar 2022) im Département Vienne in der Region Nouvelle-Aquitaine (vor 2016 Poitou-Charentes); sie gehört zum Arrondissement Châtellerault und zum Kanton Loudun. Die Einwohner werden Sammarçollais genannt.

## Geographie
Sammarçolles liegt etwa 32 Kilometer nordwestlich von Châtellerault. An der westlichen Gemeindegrenze verläuft der Fluss Négron. Umgeben wird Sammarçolles von den Nachbargemeinden Vézières im Norden und Nordwesten, Beuxes im Norden, Marçay im Norden und Nordosten, Ceaux-en-Loudun im Osten, Messemé im Süden, Loudun im Westen und Südwesten sowie Basses im Westen.

## Bevölkerungsentwicklung
| Jahr                      | 1962 | 1968 | 1975 | 1982 | 1990 | 1999 | 2006 | 2013 |
| Einwohner                 | 640  | 594  | 559  | 513  | 472  | 513  | 593  | 651  |
| Quelle: Cassini und INSEE |      |      |      |      |      |      |      |      |

## Sehenswürdigkeiten
Siehe auch: Liste der Monuments historiques in Sammarçolles
- Kirche Saint-Pierre-Saint-Martial
- Schloss La Grande Jaille, seit 1928 Monument historique